# Râul Amnaș
Râul Amnaș este un curs de apă, afluent al râului Secaș din bazin hidrografic din bazinul hidrografic al râului Mureș.